# Dino Crisis 3
Dino Crisis 3 (ディノクライシス3 Deinokuraishisu Suri?) es un videojuego de terror de acción y aventura únicamente disponible para Xbox. Es el tercer y último juego de esta serie, sus antecesores son Dino Crisis y Dino Crisis 2. Al igual que las anteriores versiones de la serie Dino Crisis, el juego gira en torno a la lucha contra los dinosaurios. La acción se desarrolla en el espacio exterior, en una estación espacial. 
A diferencia de las dos primeras versiones de la serie Dino Crisis, los enemigos en el juego no son dinosaurios reales. En su lugar, se crean a partir de mutaciones en el ADN de algunas especies de dinosaurios. 
El juego fue originalmente planeado para ambos Xbox y PlayStation 2, pero esta última versión se suprimió a principios de desarrollo.

## Juego
El número de armas se redujo a 2: armas de fuego con 6 tipos de munición (una pistola de balas y 3 tipos de caracteres por jugar), y pequeñas máquinas llamadas "WASPS" que ayudan en los encuentros con los dinosaurios. En la mayoría del juego se utiliza Patrick y sólo una pequeña parte se juega como Sonya. También hay tres tipos de armaduras disponibles. 

## Ambientación
Es el año 2548, más de 300 años desde que la Tierra perdió contacto con la nave de colonización espacial U.N. Ozymandias, con ruta a α². De alguna manera,la nave ha reaparecido cerca de Júpiter. Un equipo llamado S.O.A.R. (Special Operations And Reconnaissance) es enviado a bordo de la sonda para investigar. Un pequeño equipo se envía fuera en un intento de abordar la Ozymandias, pero sus sistemas de defensa se activan, abriendo fuego contra la Seyfert y su sonda. 
Patrick Tyler y Sonya Hart logran sobrevivir a la explosión. Ellos logran llegar a la Ozymandias y entrar en ella. En el interior de la nave todo resulta bastante desolado, aunque sigue funcionando. Tras abrir una mampara, McCoy, otro miembro de S.O.A.R. entra a la sala en pánico, afirmando que el resto del personal en la sonda murió. 
Tras comprobar la calidad del aire a bordo, Patrick y Sonya pronto se encuentran cara a cara con un gran Australis que mata a McCoy. El Australis a su vez es asesinado por una pequeña colonia de Rigel, que se comen al Australis vivo desde el interior. Y es cuando el juego comienza aquí.

## Protagonistas
- Michael Patrick (Tyler Yurchak) - Es un miembro de SOAR. Tiene un fuerte sentido del deber y su natural carisma hacen de él un activo para cualquier operación. Es la confianza de todo el equipo.

- Sonya Hart (Vanessa Marshall) - Otro miembro del SOAR. Las buenas e impecables acciones de Sonia son su atractivo. Su único objetivo es completar las misiones.

- McCoy (Wally Wingert) - No se sabe mucho de él. Patrick y Sonya lo encontraron corriendo hacia ellos, preguntando por el otro miembro del equipo del paradero. Después de que él se da cuenta de que ha sido babeado por un Australis, éste tira a McCoy por los aires y lo arroja a la pared, causándole la muerte.

- Jacob Ranshaw (Kevin Killebrew) - Jacob Ranshaw conduce SOAR. Su carácter directo y audaz capacidad de toma de decisiones son fundamentales para la operación. Él es un fanático de la seguridad de sus tropas. Él es asesinado por "Regulus", inevitablemente, después de su lucha con Patrick. Jacob se sacrifica, usando una granada para matar a "Regulus", aunque resulta un intento fallido.

- Caren Velázquez (Shanelle Workman) - Al parecer, ella es la única sobreviviente del misterioso brote de dinosaurios. También trabajó como oficial de patrulla en uno de los hangares de los barcos de control. Caren es la apariencia de un misterio a lo largo del juego. Ella es descubierta por Patrick y más tarde se descubre que tienen varias copias, en su mayoría realizados por los androides MTHR. Durante una batalla contra el Cebalrai, ella se sacrifica para salvar a Patrick, por lo que caen en una amplia plataforma.

- Satoko Capitán Evans (Paul Jasmin) - Es la capitán de la Ozymandias. Después de que la Ozymandias se ve afectada con los rayos cósmicos, los miembros de la tripulación comenzaron a morir. Durante sus últimos días ella y los miembros de la tripulación en su búsqueda por sobrevivir buscan el ADN de algunos animales, y los mezclan con los suyos. Esto fue todo por órdenes de los capitanes MTHR, que luego llevó a cabo un proceso de clonación.

## Antagonistas
- Australis (Tyrannosauro)

Código de ADN: D-01-10a.
ADN original: Tyrannosaurus.
Fue un intento fallido (no del todo porque puede vivir en temperaturas bajo cero) de crear una criatura capaz de sobrevivir en las condiciones del espacio. La falta de un adecuado desarrollo de la piel por parte de la falta de ADN resultó en la exposición de su musculatura. Sin embargo, sus propiedades de autosanación,su doble fila de dientes y ferocidad hacen que sea un enemigo formidable para los que cruzan su camino. Equipado con un órgano de generación de electricidad que está en su gigantesca boca, las emisiones de la criatura ocasionan choques explosivos. 
Hay un total de 4 diferentes Australis en el juego. 
La primera Australis es también el primer dinosaurio que se ve en el juego. Es asesinado por un grupo numeroso de Rigel hambrientos. La segunda Australis se ve en la central después de una formación de cambio. La tercera ataca a Patrick en el hangar y la cuarta y última Australis es asesinado por Patrick y Sonya en el sector del motor del buque. 
- Rigel (Giganotosaurus)

Código de ADN: D-01-001.
ADN original: Giganotosaurus.
El enemigo más común en el juego. Individualmente, esta especie no plantea ninguna amenaza significativa. Sin embargo, poseen un apetito insaciable, junto con una tendencia a ciegas se alimentan de cualquier cosa que se mueva lo hace una criatura muy peligrosa cuando se encuentran en grandes cantidades. El Rigel es un ser metamórfico, cambian su apariencia con la edad. Su forma adulta es Cebalrai. 
- zebalrai (Giganotosaurus)

Código de ADN: D-01-001.
ADN original: Giganotosaurus.
El último jefe del juego. El éxito de la elaboración de un último intento de forma de vida, el Cebalrai es capaz de sobrevivir en la tierra y en el espacio. Tiene dos cabezas, y durante la lucha con ella, crece una tercera. Al igual que el Australis, el Cebalrai puede liberar explosiones eléctricas. Extremadamente resistente, esta criatura es el Rigel en la fase final de crecimiento. El Cebalrai muestra una mayor agresividad que es mucho más allá de su instinto depredador. 
El Cebalrai, como Rigel, también hay cambio en su apariencia, pero menos drástica. La única parte que cambia es en cuestión de su cabeza.
- Regulus (Ankylosaurus)

Código de ADN: D-28-477. 
ADN original: Ankylosaurus. 
La piel de la Regulus está cubierta con gruesas planchas de blindaje orgánico capaz de desviar los ataques con proyectiles. Sin embargo, la criatura tiene un vientre suave y su baja velocidad hace que sea vulnerable a ataques en buena posición. Sólo uno se ve en el laboratorio de ADN, cuando el Capitán Evans se sacrificó colocando una bomba en la boca del Regulus. Durante la explosión, el Regulus logró enroscarse como una bola y girar, siguiendo su camino atravesando una pared. Más tarde apareció en el vestíbulo principal en el que fue finalmente destruido. 
- Rigel Domain (Planta de Giganotosaurus).

Es una torre gigante orgánica ubicada en el centro de la gran sala de almacenamiento. Libera esporas mortales y envía ondas de Rigels después de que el jugador ataca. Su única debilidad es la torre en sí. Cuando es atacada, la capa exterior de su 'piel' se rompe. 
- Algol (Velociraptor)

Código de ADN: D-02-001.
ADN original: Velociraptor.
El Algol es muy ágil y tiene unas desarrolladas patas traseras que le permite hacer enormes saltos. Cuando se agita, puede liberar un choque de explosiones de energía eléctrica desde un órgano de su cabeza. Tiene un alto nivel de instinto de supervivencia provocado por la manipulación de sus genes. Los grupos de Algol son muy conscientes de la caza. Más adelante en el juego, Algol aparenta ser una especie de camaleón, lo que le permite parecer completamente transparente con sólo el contorno de su cuerpo visible. 
- Kornephoros (Velociraptor)

Código de ADN: D-3a-001. 
ADN original: Velociraptor.
Utilizando la manipulación genética del ADN de primates tomó como resultado la alteración de los músculos esqueléticos este ser en algo lento pero es muy ágil y pede trepar con gran facilidad. Al igual que el algol caza en grupos.
- Miaplacidus (Spinosaurus)

Código de ADN: D-16-021. 
ADN original: Spinosaurus.
Manipulados genéticamente como anfibios cuyas cualidades le permiten la supervivencia de la tierra y el agua, el Miaplacidus es una criatura agresiva con una marcada aleta dorsal. También es capaz de escupir chorros de agua a alta presión gracias a los órganos especiales de su boca capaces de aturdir enemigos (y presas) a largas distancias. 
El jugador pelea dos veces con él, primero sumergido, y se retira después de haber sido herido. Después es en tierra. 
- M.T.H.R.

Este M.T.H.R. (expresada por Paul Jasmin) es una unidad de primera generación utilizado en el buque espacial. Ella es también la nave principal del sistema a bordo de la Ozymandias. Han pasado más de 300 años desde el encuentro de un ser humano, y por ello ha sufrido una forma de locura. Ella considera a los dinosaurios como sus "niños", debido al hecho de que ella los creó.

## Recepción
Dino Crisis 3 recibió comentarios mezclados con un promedio de puntuación de la crítica de un 56% sobre la base de 37 comentarios en el Ranking de juego, la mayoría de las críticas trataban de que éste le fue infiel a los juegos anteriores de la serie y su grave error en la pobreza de la cámara.

## Curiosidades
- La ambientación es futuristica, al igual que los dinosaurios.
- La protagonista, Sonya Hart, tiene un parecido con Claire Redfield de Resident Evil